# Jorge Pacheco Areco
Jorge Pacheco Areco (Montevidéu, 8 de Novembro de 1920 — Montevidéu, 29 de Julho de 1998), jornalista, diplomata e político, foi presidente do Uruguai entre 1967 e 1972.
Pacheco era vice do presidente eleito Óscar Diego Gestido, e assumiu o poder pela primeira vez em 1967 quando da morte deste.

## Presidência
Como membro do Partido Colorado, foi eleito Vice-presidente para o mandato do General Óscar Diego Gestido, com o apoio da União Colorada e Batllista.
Assumiu a Presidência Constitucional do Uruguai após a morte de Gestido, ocorrida em 1967, até o final do mandato em março de 1972.
O 15 de agosto de 1968, um quarto de milhão de montevideanos foram às ruas pelo assassinato do estudante Liber Arce (falecido na véspera), contra o governo de Pacheco Areco.
Presidiu um Governo que utilizou prontas medidas de segurança para reprimir a agitação social e os atentados terroristas perpetuados pelo Movimento de Libertação Nacional-Tupamaros, embora houvesse abusos por parte do Estado com estas medidas, visto que sob o seu mandato ocorreram os homicídios (durante confrontos com os forças do estado e sob medidas de segurança imediatas) dos estudantes universitários Líber Arce (14 de agosto de 1968), Susana Pintos e Hugo de los Santos (20 de setembro de 1968). A guerrilha do Movimento de Libertação Nacional-Tupamaros. Não é consequência de seu governo e que o movimento de libertação nacional já operava desde 1963. Sob seu comando foram censurados meios de comunicação impressos como o diário Times (dirigido por Eduardo Galeano), ou o semanário socialista El Sol, e proibiram a esquerda - partidos políticos de ala, como o Partido Socialista do Uruguai.
Para enfrentar as múltiplas ações dos Tupamaros - que incluíram a tomada de Pando e o sequestro do embaixador britânico Geoffrey Jackson e de vários empresários e políticos - em 1971 ele confiou às Forças Armadas a luta anti-subversiva. O Decreto nº 566/971 foi aprovado pelos ministros da Defesa Nacional, Federico García Capurro, e do Interior, Danilo Sena. 
Na esfera econômica, aplicou políticas de choque, que incluíram congelamentos de preços e salários na tentativa de conter a inflação. Em 1968, por decreto, criou o Coprin, presidido por Ángel Servetti, com o objetivo de controlar a evolução dos preços e salários. Alcançou alguns resultados que lhe renderam o apoio de aposentados, donas de casa, industriais e comerciantes, com os quais o Pachequismo surgiu como um movimento político com vida própria. No entanto, as consequências adversas das ações de Coprin seriam vistas no próximo governo.
Nesse mesmo ano foi formado o movimento Sindicato Nacional Reeleicionista, que promoveu uma reforma constitucional visando a reeleição presidencial de Pacheco. A referida reforma foi plebiscitada juntamente com as eleições de novembro de 1971. Embora houvesse alguns, como Ángel Rath, que promovia o slogan "Pacheco ou ninguém", a maioria dos políticos reeleicionistas considerou que não haveria votos suficientes para aprovar a reforma e, Paralelamente, haveria votação para a reeleição de Pacheco, para a qual era necessário escolher um candidato ao atual regime. 
Depois de uma interminável dança de nomes. Bordaberry foi finalmente o candidato vencedor nas eleições de 1971, num processo eleitoral não isento de acusações de fraude.

## Após a presidência
Durante o período da ditadura cívico-militar (1973-1985) ocupou diversos cargos como embaixador na Espanha, Suíça e Estados Unidos.
Em 1980, ele apoiou o projeto de reforma constitucional proposto pela ditadura, que foi reprovado nas urnas no plebiscito de 30 de novembro daquele ano. Dois anos depois, em eleições internas no Partido Colorado, seu setor, a Unión Colorada e Batllista, perdeu a primazia para os setores que haviam apoiado o NÃO no plebiscito de 1980.
Em 1984 foi candidato à presidência do Partido Colorado, com Carlos Pirán como companheiro de chapa, sendo derrotado internamente por Julio María Sanguinetti. Após a vitória nas eleições de Julio María Sanguinetti, Pacheco foi nomeado embaixador no Paraguai. A sua candidatura à presidência repetiu-se em 1989 (acompanhado por Pablo Millor), altura em que registou um aumento considerável do número de votos, e em 1994 (com Eduardo Ache ), já a nível puramente testemunhal.
Morreu 29 de julho de 1998 Montevidéu, devido à insuficiência respiratória. Seus restos mortais foram enterrados no Panteão Nacional do Cemitério Central de Montevidéu.